# Paolo Scheggi
Paolo Scheggi (Firenze, 19 agosto 1940 – Roma, 26 giugno 1971) è stato un artista italiano.

## Biografia
Nasce a Settignano nel 1940. Deve a suo padre, direttore della Compagnia della Misericordia, l'amore per i testi sacri e quella visione spirituale che lo accompagnerà in tutta la sua breve e intensa vita di ricerca. Dopo la formazione all'Istituto statale d'arte di Firenze e all'Accademia di belle arti di Firenze, approda a Londra dove segue un corso di Visual design.
Rientrato a Firenze espone in alcune mostre collettive alla Galleria Numero di Fiamma Vigo dove, frequentando assiduamente eventi, incontri e dibattiti, entra in contatto con le tendenze artistiche anticonformiste e avanguardiste più significative del dopoguerra.
Nel 1961 alla Galleria della Vigna nuova di Sergio Santi, la sua prima mostra personale: Itinerario plastico prestabilito. 18 monotipi dal bianco e dal nero.
Con un gruppo di amici letterati fonda la rivista d'arte e letteratura Il malinteso. Periodico di discussione, un foglio di cultura e critica artistico-letteraria che ospiterà anche una riflessione di Jean-Paul Sartre.
Si trasferisce a Milano, ospite della casa-sartoria di Germana Marucelli, donna colta e raffinata, creatrice di moda di grande successo, sua conterranea e lontana parente . Fernanda Pivano, che ha scritto di Scheggi in diverse occasioni
, racconta di essere stata lei stessa a promuovere la collaborazione dell'artista con la Marucelli, con cui stringerà un solido e proficuo sodalizio. 

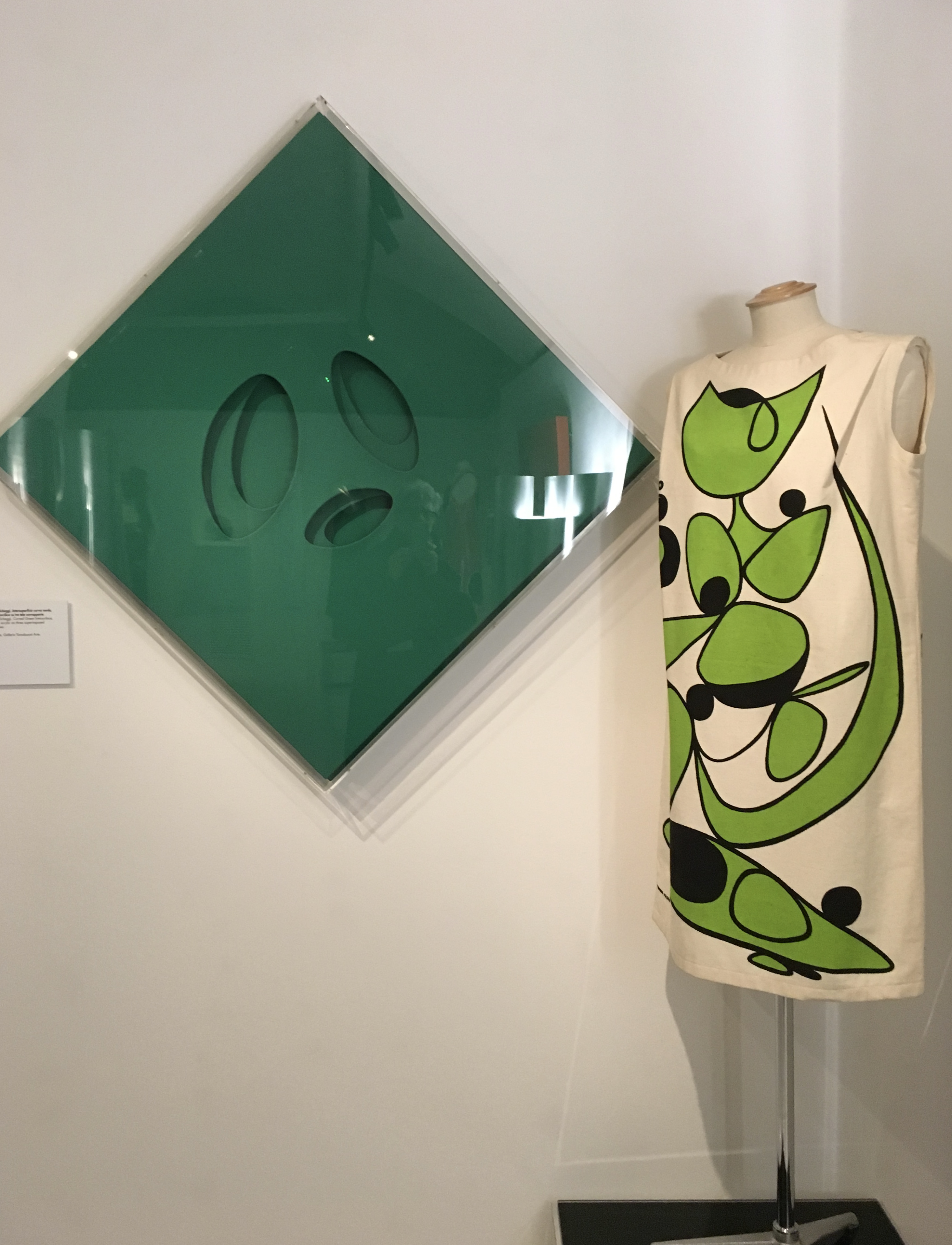
Paolo Scheggi, Intersuperficie curva in dialogo con un Abito da mare, linea Camicioni, collezione primavera-estate 1963 di Germana Marucelli. I motivi a stampa verde e nero su disegno di Paolo Scheggi. Installazione al Museo Ferragamo, Firenze, 2017

Attratto da questo mondo, Scheggi dipinge tessuti per alcune collezioni  e crea gioielli e accessori coordinati, realizzando un connubio innovativo tra arte e moda.
Frequenta in città numerose mostre autogestite, espressione dei tanti gruppi che andavano allora nascendo: sono attivi il Gruppo Zero di Düsseldorf (cui aderisce anche Piero Manzoni che, con Enrico Castellani e Agostino Bonalumi, è fra i fondatori del Gruppo Azimuth), il Gruppo N e il Gruppo T.
Tutte esperienze vicine al mondo del design con cui condividono la visione dell'opera d'arte come momento e prodotto finale di un progetto che deve sempre tener conto dell'interazione e della fruizione di chi a quell'opera e a quel progetto si accosta.
Frequenta i primi esponenti di Arte programmata e conosce Bruno Munari e Lucio Fontana; quest'ultimo riconosce in Scheggi il talento in una lettera che verrà pubblicata nel catalogo della seconda mostra personale a Bologna, Galleria Il Cancello, tenutasi nel 1962 e intitolata Paolo Scheggi Merlini. Per una situazione, con opere monocrome caratterizzate dalla sovrapposizione di tre tele diversamente forate.
Di lui, nel 1963, si occupano Giulio Carlo Argan e, soprattutto, Lara Vinca Masini che lo presenta alla collettiva 'Monocroma' indirizzandolo verso una pittura che gli si dimostrerà congeniale.
Nello stesso anno, due sue opere sono accolte da Palma Bucarelli nella Collezione della Galleria nazionale d'arte moderna e contemporanea di Roma.
Nel 1964 partecipa alla mostra 44 protagonisti della visualità strutturata organizzata da Carlo Belloli per la Galleria Lorenzelli di Milano e stringe rapporti con Getulio Alviani, Umbro Apollonio, Germano Celant e Alessandro Mendini.
Alla Galleria del Deposito di Genova, viene allestita la sua terza personale: Sette Intersuperfici curve bianche + un Intersuperfice curva dal rosso + compositori spaziali, con testo critico dello stesso Belloli. Nel contesto di quella mostra, che sembra sottolineare una ricerca volta all'integrazione fra arte e architettura, nasce il Compositore cromo-spaziale, realizzato per la Sala Sperimentale di Bruno Munari e Marcello Piccardo ed esposto alla XIII Triennale di Milano dedicata al tema del tempo libero. La stessa mostra viene ospitata, alla fine del 1964, dalla Galleria Smith a Bruxelles: prima esposizione di Scheggi all'estero.
Nello stesso anno conosce e sposa nel mese di ottobre, Franca Dall'Acqua (1941–2020).
Nel gennaio 1965 presenta al 'Collegio regionale lombardo degli Architetti' il manifesto Ipotesi di lavoro per la progettazione totale, elaborato e firmato con Germano Celant, Alessandro Mendini, Gian Mario Oliveri, Angelo Fronzoni e Giancarlo Sangregorio,  che delinea una visione dell'arte inserita in contesti sempre più ampi.
In primavera appronta la nuova sede della sartoria Marucelli, alla cui progettazione architettonica e ambientale aveva iniziato a lavorare fin dall'anno precedente con la collaborazione di Getulio Alviani e di Carla Venosta, Viene inaugurata con la sfilata di abiti optical di cui sono spettatori, fra gli altri, Lucio Fontana e Gillo Dorfles e di cui Getulio Alviani è l'operatore plastico .
L'adesione di Scheggi al movimento "Nove Tendencjie" assieme agli scambi e alle collaborazioni con altri gruppi internazionali – "Gruppo Zero" e "Gruppo Nul" – lo portano a partecipare nel 1965 alla mostra Nul = Zero, organizzata dalla 'Galerie Orez Den Haag' alla 'Galleria De Bezige Bij' di Amsterdam, e all'esposizione Nova Tendencija 3, tenutasi alla Galleria d'arte moderna di Zagabria, dove stringe importanti contatti con Ivan Picelj e con il mondo culturale jugoslavo.
Dorfles lo ascrive tra gli esponenti della Pittura Oggetto  e lo accoglie nella redazione della sezione di Disegno industriale della rivista Marcatré.

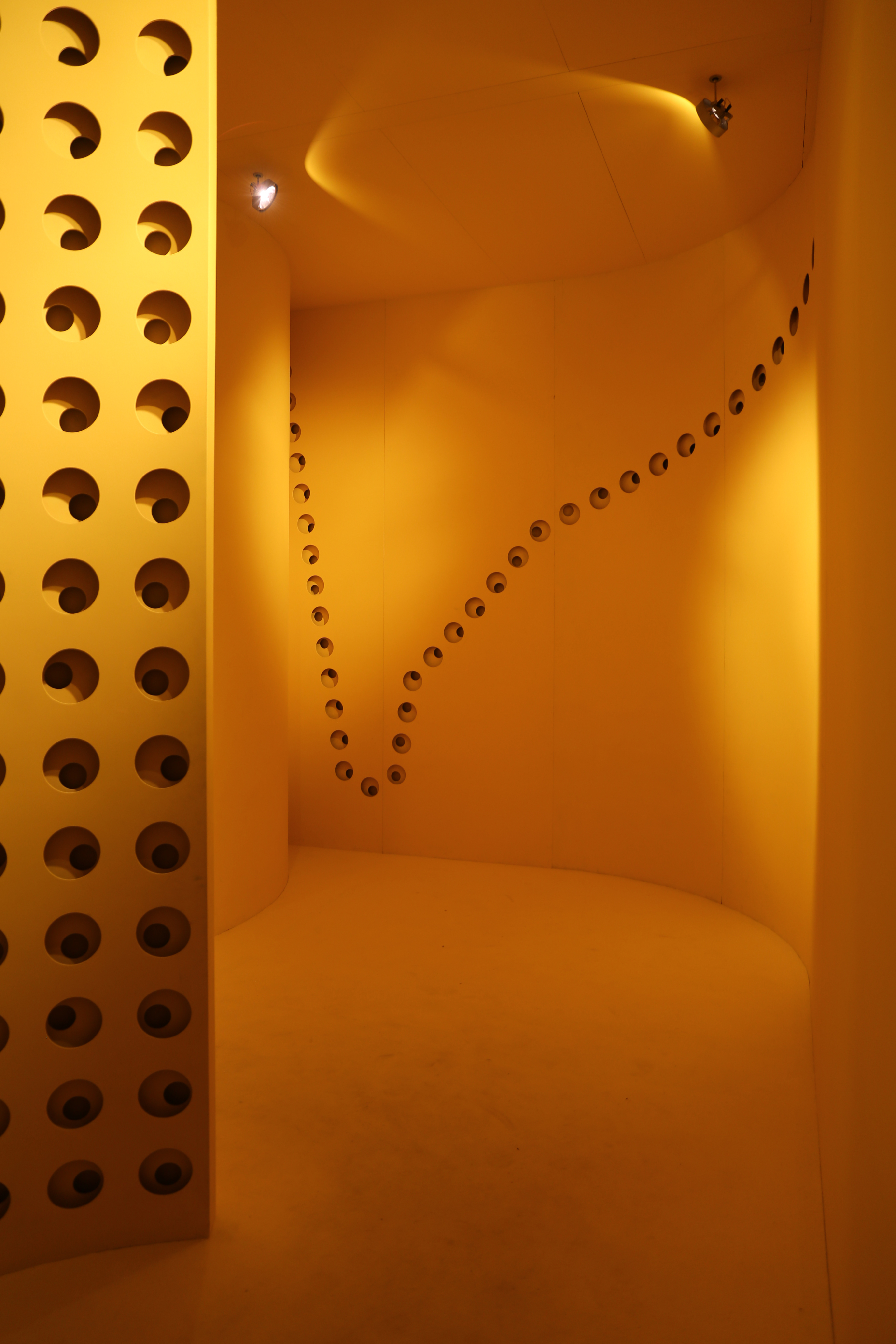
Paolo Scheggi, Intercamera plastica, 1966-1967-ricostruzione fedele all'originale 2007, struttura portante di legno e fogli di legno dipinto di giallo curvati e fustellati, 540 x 435 x 320 cm, Centro per l'Arte Contemporanea Luigi Pecci, Prato. Donazione di Franca e Cosima Scheggi

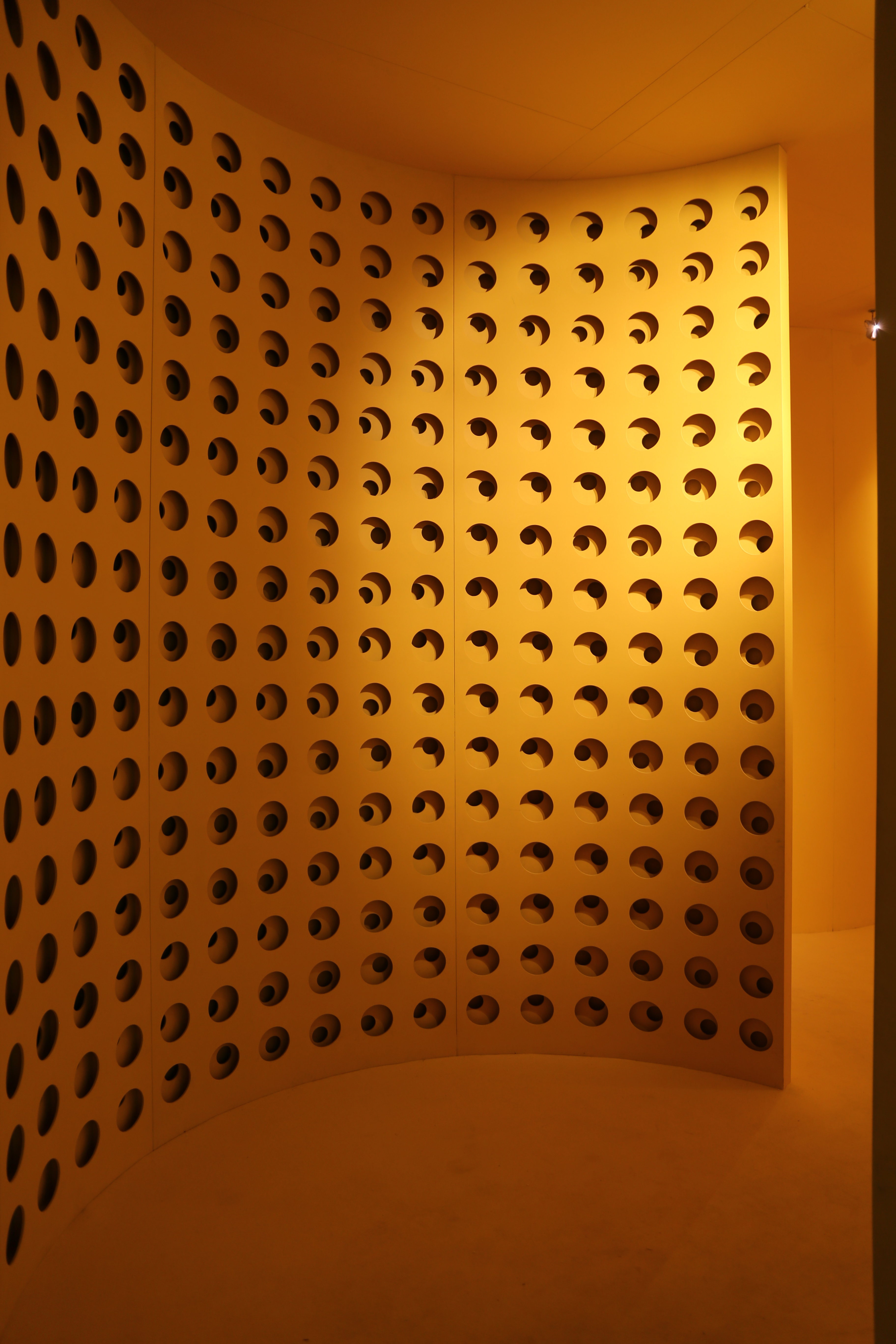
Paolo Scheggi, Intercamera plastica, 1966-1967- Centro per l'Arte Contemporanea Luigi Pecci, Prato. Donazione di Franca e Cosima Scheggi

La sua attività si alterna, quindi, tra le prime Pitture-oggetto a elementi modulari e le Intersuperfici curve o a zone riflesse, utilizzando per tutta la sua ricerca il monocromo.
A maggio inaugura la sua prima esposizione a Venezia, alla Galleria del Cavallino, che intitola Intersuperfici curve (con introduzione di Umbro Apollonio), tenendo poi una personale a Palermo (galleria 'Il Chiodo') e una a Trieste ('Centro Arte Viva'), dal titolo Problemi sul cerchio-10 Intersuperfici curve bianche.
Lavora in qualità di “operatore plastico” per lo studio Nizzoli Associati  .
Nel 1966 è nel comitato di redazione della rivista Nuova Corrente.
È l'artista italiano più giovane presente alla XXXIII Biennale di Venezia nella sezione “Gruppi di opere: pitture, sculture e grafiche” (a cura di Nello Ponente), dove presenta quattro Intersuperfici curve dal bianco, dal giallo, dal rosso e dal blu.
Nell'estate di quell'anno, l'opera presentata alla Biennale sfocia nell'ambiente, concretizzandosi nell'Intercamera plastica (pareti lignee fustellate curvilinee e rettilinee, di colore giallo squillante), presentata da Umbro Apollonio alla Galleria del Naviglio di Renato Cardazzo.
Il 1967 inizia riproponendo alla Galleria del Naviglio (fra dicembre 1966 e gennaio 1967), la Intercamera plastica; nell'estate successiva, l'opera è tinta di bianco  e proposta a Palazzo Trinci di Foligno alla mostra 'Lo spazio dell'immagine'.
In questo periodo la ricerca di Scheggi si afferma anche nei Paesi scandinavi con la partecipazione alla First Scandinavian Biennale, tenutasi al Palazzo di Charlottenborg, Copenaghen con la presentazione di Trends confronted – objectual figuration – visual art all'Istituto di Cultura a Stoccolma.
Negli anni precedenti era già stato presente in molte internazionali, quali::
- Intersurfaces courbes + compositeurs spatiaux + projets d'intégration plastique, Galerie Smith, Bruxelles, 1964;
- XXI Salon de Réalités Nouvelles al Musée d'art moderne de la Ville de Paris;
- New Tendencies organizzata dalla 'Galleria Bonino' a New York;
- Three European Artists alla Ewan Phillips Gallery a Londra;
- Graphics '67 Italy, tenutasi alla University of Kentucky Art Gallery;
- Italian Abstract Art alla Roland Gibson Art Foundation a Potsdam, New York;
- Painting and Sculpture Today – '67, quinta esposizione annuale di opere d'arte contemporanea selezionate dalla Contemporary Art Society of the Art Association of Indianapolis ed esposte a Indianapolis, all'Herron Museum of Art;
- XX Century Italian Art al Baltimore Museum of Art;
- Nueva Tendencja Italiana, mostra organizzata da Umbro Apollonio al Museo d'Arte Moderna di Buenos Aires, in Argentina.

Il 1968 è un anno di svolta, i 'gruppi' iniziano a sfaldarsi, lasciando spazio a un'arte sempre più individuale.
Tra la fine del 1967 e il febbraio 1968, con Con temp l'azione, presentata prima alle gallerie torinesi 'Il Punto', 'Sperone' e 'Stein'  (a cura di Daniela Palazzoli), e poi a Lugano, all'Arts International club edizioni Flaviana, si chiude per Scheggi un cerchio spirituale .
La sintesi ormai matura della ricerca di Scheggi si indirizza su due linee indipendenti: da un canto, proseguendo nelle ricerche concettuali verso una maggiore programmaticità dell'opera, Scheggi sviluppa le ricerche sugli Inter-ena-cubi, (formati da moduli di cartone colorato e fustellato e plexiglas o da moduli di metallo smaltati);  dall'altro si prepara ad approdare ad altri spazi, performati, pubblici e teatrali e ad irrompere nello spazio urbano, superando qualunque ostacolo oggettivo legato alla stessa opera o all'ambiente circostante.
Primo esempio ne è la nascita di  Interfiore, allestita alla Galleria La Tartaruga di Roma, all'interno della manifestazione 'Teatro delle mostre', dove il visitatore diventa partecipe e attivamente coinvolto dalla performance.
Alla fine '68, Scheggi incontra Giuliano Scabia al Piccolo Teatro di Milano e per lui realizza gli Interventi plastico-visuali per l'opera teatrale 'Visita alla prova dell'Isola purpurea di Bulgakov+Scabia'.
Partecipa alla mostra 'Public Eye' di Amburgo e 'Prospect '68' di Düsseldorf.
All'ambito delle sue ricerche performative, può essere ascritto anche Il Cannocchiale ottico percorribile.
Nel 1969 gli viene assegnata la cattedra di Psicologia della forma all'Accademia di belle arti dell'Aquila.
Il dialogo costante con Achille Bonito Oliva sfocia nella mostra di inizio '69 alla 'Modern Art Agency' di Napoli dove Scheggi presenta, nella relativa pubblicazione, l'intero percorso delle sue opere: dalle prime Intersuperfici alle Strutture modulari.
Utilizza una parete di Intercamera per realizzare la scenoplastica bianca che serve da fondo per le proiezioni delle immagini e dei video nello spettacolo Materiale per sei personaggi, con la regia di Roberto Lerici al Teatro Durini di Milano (marzo del '69).
Alla Galleria del Naviglio di Milano mette in scena la performance Oplà-stick, passione secondo Paolo Scheggi, un'azione teatrale da lui scritta, diretta e costruita scenograficamente in cui quattro attori, ispirati da una voce fuori campo, compiono movimenti spostando lettere bianche su un cartellone nero che fa da sfondo: una riflessione sul linguaggio politico della rivoluzione, una rilettura del teatro delle avanguardie teatrali del Novecento. La performance sarà presente il 6 maggio alla 'tendencije 4' di Zagabria.
Ormai l'arte di Scheggi si muove in un ambito teatrale e performativo, dove il superamento dello spazio tradizionale della scena e della galleria lo porta a occupare altre dimensioni ed estendersi nelle città. Ne sono esempio il progetto Marcia Funebre o Geometria per Campo Urbano a Como
 e l'azione dal titolo OPLÀ, dove 4 grandi lettere bianche sono portate fuori dallo spazio della galleria alle strade e piazze urbane, a Milano (primavera 1969) e poi a Firenze (novembre 1969) partendo da una sua mostra personale alla 'Galleria Flori'.
Mettendo in scena l'Autospettacolo. Atto unico del Tempo a Caorle (Venezia), Scheggi utilizza microfoni e registratori applicati direttamente sui corpi di amici artisti e critici, oltre che dei cittadini che si prestano a questa operazione, e ne ritrasmette voci e rumori nel Teatro Comunale, con intento "vagamente spionistico" e quindi dissacrante nei confronti del controllo del sistema, in piena linea con le polemiche e le contestazioni del Sessantotto .
Contemporaneamente alle sue ricerche performative, nel corso del 1969, e poi del 1970, prosegue comunque quelle concettuali, disegnando i Sette spazi recursivi autopunitivi: un'opera concettuale pensata su carta, ma non realizzata, che si iscrive nel solco dell'architettura concettuale.
Nel 1970 nasce Cosima Ondosa Serenissima, unica figlia di Paolo Scheggi e Franca Dall'Acqua. A lei dedica l'ambiente Ondosa e Ondosa nera , opera progettata, ma non realizzata, per la XIV Triennale milanese del '68; sarà poi realizzata per la mostra 'Eurodomus 3' del 1970 a Milano, ma andrà distrutta.
In quell'anno partecipa alla collettiva 'Amore mio', organizzata da Achille Bonito Oliva al Palazzo Ricci a Montepulciano e volta a documentare proposizioni di tipo installativo e ambientale.
Nello stesso anno, a Roma, partecipa a 'Vitalità del negativo nell'arte italiana 1960/1970', curata da Achille Bonito Oliva.
Nel 1971 realizza l'opera 6profetiper6geometrie, che conclude la sua ricerca concettuale, ancora oggetto di indagine per la sua complessità.
Muore a Roma il 26 giugno del 1971.
È sepolto nel cimitero di Settignano.

## Omaggi dopo la morte
A un anno dalla morte, due sue opere – Tomba della geometria e 6profetiper6geometrie – vengono esposte alla Biennale di Venezia del 1972.
Nel 1976 gli viene dedicata la prima mostra antologica retrospettiva a Bologna.
Sempre nel 1976 un nuovo omaggio gli viene tributato in 'Ambiente/Arte. Dal Futurismo alla Body Art', a cura di Germano Celant.
Nel 1983 il Comune di Firenze gli dedica una mostra alla Sala d'Arme di Palazzo Vecchio.
Un ulteriore omaggio gli viene tributato anche alla Biennale di Venezia nel 1986, con la presenza di altre sue opere. 

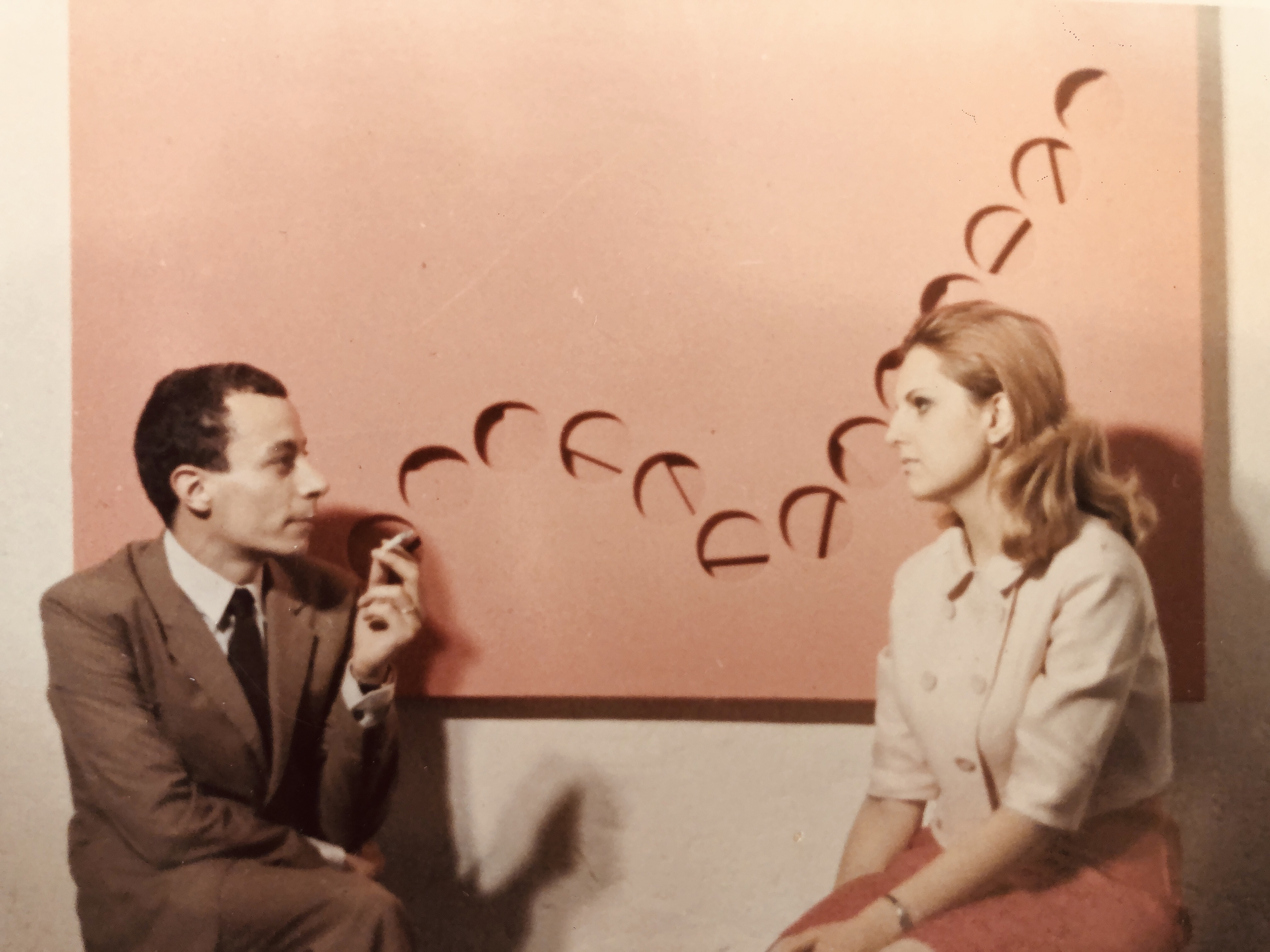
Paolo Scheggi e Franca Scheggi Dall'Acqua nel 1967

## L'eredità culturale e artistica
Alla morte dell'artista, la vedova Franca Scheggi Dall'Acqua ne assume la piena eredità culturale e artistica; nel 1976 cura la prima antologica alla Galleria d'arte moderna di Bologna.
Prosegue l'attività di promozione e tutela dell'opera del marito, coordinando mostre di carattere antologico e sostenendo importanti progetti come la ricostruzione, realizzata nel 2007, dell'Intercamera plastica (l'ambiente originale era stato disperso parzialmente nel 1966/67) e donata nel 2013 al Centro per l'arte contemporanea Luigi Pecci di Prato (struttura portante in legno e fogli di legno tinteggiati di giallo e sbozzati curvi, 540 x 435 x 320 cm). 
Contemporaneamente avvia un'intensa attività di divulgazione, rilasciando interviste e seguendo laureandi magistrali e dottorandi in tesi di laurea.
Fonda, con la figlia Cosima, l'Associazione 'Archivio Paolo Scheggi' pubblicando, nel 2016, il Catalogue raisonné dell'opera dell'artista, con la cura di Luca Massimo Barbero e il coordinamento di Ilaria Bignotti .
Nel 2013, sotto la supervisione di Franca, si celebrano prima l'omaggio a Paolo Scheggi all'interno di 'Postwar. Protagonisti italiani', a cura di Massimo Barbero (al Guggenheim di Venezia) e dopo "Paolo Scheggi. Interacamera plastica e altre storie", mostra dedicata all'estensione dell'opera nell'ambiente, a cura di Stefano Pezzato (al 'Centro Pecci' di Prato).
Fra aprile e maggio del 2014, la 'Cortesi Gallery' di Lugano propone, come scelta sperimentale per verificare la persistenza del linguaggio di Scheggi tra gli artisti delle nuove generazioni (Lucy Skaer, Glasgow, 1975), la mostra bi-personale 'Paolo Scheggi – Lucy Skaer'.
Nel giugno 2015 in occasione di 'Art Basel', Tornabuoni Art (che rappresenta l'artista a livello internazionale) presenta le quattro grandi Intersuperfici che erano state esposte alla Biennale di Venezia del 1966 e, nell'ottobre successivo, nella sede parigina della stessa Galleria, viene dedicata a Paolo Scheggi una mostra che ha per tema la Parola – poesia e le sue performance.
Nel 2018, tra gennaio e marzo, una verifica analoga a quella di Lugano del 2014 viene riproposta presso lo 'Spazio Arte CUBO' – Centro Unipol di Bologna con una mostra a più voci dove l'ambiente Interfiore di Scheggi viene ricostruito e messo in dialogo con le installazioni di Joanie Lemercier (Pithiviers, Francia, 1982) .
Nel 2019, Franca segue a Londra la progettazione della mostra antologica alla 'Estorick Collection of Modern Italian Art' dal titolo Paolo Scheggi: In Depth, tenutasi dal 3 luglio al 15 settembre  e, contemporaneamente, si occupa della ricostruzione della mitica performance del '69 Oplà-stick, passione secondo Paolo Scheggi, che si tiene al Museo d'Arte Contemporanea (MSU) di Zagabria, performance poi riproposta a Rijeka, Capitale della Cultura 2020, dalla fine di ottobre dello stesso anno e interpretata dal collettivo teatrale BADco (a cura di Ilaria Bignotti e Jasna Jakšić, in collaborazione con l'Archivio Scheggi) .

## L'archivio
L'archivio di Paolo Scheggi nasce per volontà delle eredi Franca e Cosima Scheggi nel gennaio 2013 con la costituzione a Milano dell'Associazione Paolo Scheggi, «volta ad autenticare, archiviare, conservare e catalogare le opere, gli scritti, i documenti, i dati, le testimonianze, le notizie e qualsiasi altro materiale di interesse, avente ad oggetto l'opera e la vita dell'artista».
Nel 2016 viene completato il Catalogo ragionato, atto finale del riordino delle opere.

Il Festival di Sanremo 1967, con i fondali formati da più superfici sovrapposte con aperture circolari e diversi livelli di profondità spaziale, che erano chiaramente ispirati alle opere di Paolo Scheggi

## Opere principali
- Intersuperfici a "Zone riflesse" o "Per una situazione", poi "Intersuperfici curve" (1961-1971);
- Modalità e Compositori inter spaziali (1962 - 1968);
- Compositore cromo-spaziale (1964);
- Intercamera plastica (1966 - 1967);
- Intersuperficie curva bianca (1967);
- Cannocchiale ottico percorribile (1968);
- Interfiore (1968);
- Interventi plastico-visuali per la Visita alla prova dell'isola purpurea di Bulgakov+Scabia (1968);
- Oplà-stick, passione secondo Paolo Scheggi, performance (1969);
- Marcia Funebre o della geometria, processione secondo Paolo Scheggi (1969);
- Autospettacolo. Atto unico del tempo (1969);
- OPLÀ, azione-lettura-teatro, Milano, Firenze (1969);
- Sette spazi recursivi autopunitivi, mai realizzati, concepiti su carta (1969 - 1970);
- Ondosa (1970);
- Tomba della geometria (1970);
- La piramide della metafisica (1970);
- Trono (realizzato con Vincenzo Agnetti) (1970) [58];
- Studio per la stesura registica dell'Apocalisse (1970 - 1971);
- 6profetiper6geometrie (1971) [N 18].

## Esposizioni personali
- 1961 Itinerario plastico prestabilito. 18 monotipi dal bianco e dal nero, Galleria della Vigna Nuova, Firenze;
- 1962 Intersuperfici curve a zone riflesse, Galleria Il Cancello, Bologna;
- 1964 Sette Intersuperfici curve bianche + una Intersuperficie curva dal rosso + compositori spaziali, Galleria del Deposito, Genova;
  - Intersurfaces courbes + compositeurs spatiaux + projets d'intégration plastique, Galerie Smith, Bruxelles;
- 1965 Paolo Scheggi/Intersuperfici curve, Galleria Il Chiodo, Palermo; "Paolo Scheggi", Galleria Il Cavallino, Venezia;
  - Problemi sul cerchio-10 Intersuperfici curve bianche, Centro Arte Viva, Trieste;
  - Oeuvres plastiques et appliquèes (Getulio Alviani, Marina Apollonio, Paolo Scheggi), Galerie Smith, Bruxelles;
- 1966 Intersuperfici curve, Ewan Phillips Gallery, London; 
  - Nuova tendenza in Italia, Galleria del Naviglio, Milano;
- 1967 Paolo Scheggi, Galleria del Naviglio, Milano;
- 1968 Otto Intersuperfici modulari + un progetto di integrazione plastica, Galerie Kuckeh, Bochum;
- 1969 Intersuperfici curve, Modern Art Agency, Napoli; 
  - Oplà-stick, Passione secondo Paolo Scheggi, Galleria del Naviglio, Milano;
  - Oplà-azione-lettura-teatro + Intersuperfici modulari, Galleria Flori e strade, Firenze;
- 1971 Sei profeti per sei geometrie, Galleria del Naviglio, Milano;
- 1973 Personale, Studio 2B, Bergamo;
- 1974 Paolo Scheggi, Galleria Il Centro, Napoli; Paolo Scheggi, Galleria del Naviglio, Milano;
- 1976 Paolo Scheggi, Galleria d'Arte Moderna, Bologna;
- 1983 Paolo Scheggi, Sala d'Arme di Palazzo Vecchio, Firenze;
- 1990 Paolo Scheggi, Galleria Elleni, Bergamo; 
  - Omaggio a Paolo Scheggi, Galleria del Naviglio, Milano;
- 2002 Paolo scheggi - la breve e intensa stagione, Galleria d'arte Niccoli, Parma;
- 2007 Paolo Scheggi - la profondità della superficie, Colossi Arte Contemporanea, Brescia;
  - Intercamera Plastica, MIART, Milano, stand Galleria d'arte Niccoli, Parma;
- 2008 Paolo Scheggi, Galleria il Ponte, Firenze - Galleria Tornabuoni, Firenze;
- 2010 Paolo Scheggi, Galleria d'arte Niccoli, Parma;
- 2011 Sala personale di Paolo Scheggi, ArteFiera, Bologna, stand Galleria d'arte Niccoli, Parma; 
  - Agostino Bonalumi, Paolo Scheggi. Una mostra, Galleria Vinciana, Milano;
  - Elementi Spaziali. Bonalumi, Castellani, Dadamaino, Scheggi, Galleria Tega, Milano - in collaborazione con Galleria d'arte Niccoli, Parma;
- 2012 Zone Riflesse. La vita e le opere di Paolo Scheggi nella fotografia di Ada Ardessi, Palazzo Broggi-Sotheby's, Milano;
- 2013 Postwar. Protagonisti italiani (Paolo Scheggi, sala personale), Collezione Peggy Guggenheim, Venezia [59];
  - Zone riflesse. La vita e le opere di Paolo Scheggi nella fotografia di Ada Ardessi, Sotheby's, Palazzo Broggi, Milano;
  - Paolo Scheggi. Intercamera plastica e altre storie, Centro per l'arte contemporanea Luigi Pecci, Prato;
  - Paolo Scheggi. Selected works from European Collections, Ronchini Gallery, London - in collaborazione con Galleria d'arte Niccoli, Parma;
- 2014 Paolo Scheggi. Selected Works from European Collections, London, Ronchini Art Gallery;
  - Paolo Scheggi. The Humanistic Measurement of Space, London (UK), Robilant+Voena;
  - Paolo Scheggi Lucy Skaer, Lugano (CH), Cortesi Contemporary;
- 2015 Scheggi. 1966 La Biennale di Venezia / Art Basel 2015, Basel, Art Fair, Galleria Tornabuoni Art; 
  - OPLÀ. Azione-lettura-teatro di Paolo Scheggi, re-perfoming of the historical urban action, Firenze, Museo Novecento and main streets of the city of Florence [60];
  - Paolo Scheggi. Paris, Tornabuoni Art;
- 2019 Paolo Scheggi: In Depth, Estorick Collection of Modern Italian Art, Londra [61].

## Paolo Scheggi nei musei

### Nei musei d'Italia
- Casa museo Remo Brindisi, Lido di Spina, Comacchio - FE
- Centro d'arte moderna e contemporanea, La Spezia
- Centro per l'arte contemporanea Luigi Pecci, Prato
- Centro studi e archivio della comunicazione CSAC, Parma
- Collezione Peggy Guggenheim, Venezia
- Museo d'arte moderna e contemporanea di Trento e Rovereto - Mart, Rovereto
- Fondazione Biscozzi Rimbaud, Lecce
- Galleria civica d'arte moderna e contemporanea - GAM, Torino
- Galleria nazionale d'arte moderna e contemporanea, Roma
- Collezione Intesa Sanpaolo, Milano
- Istituto Nazionale per la Grafica, Roma
- Museion, Bolzano
- Museo della Grafica, Pisa
- Museo d'arte contemporanea Villa Croce, Genova
- Museo civico Giovanni Fattori, Livorno
- Palazzo FAO, Roma
- Peggy Guggenheim Collection, Venezia
- Società per le Belle Arti ed Esposizione Permanente, Milano
- Collezione Roberto Casamonti, Firenze

### Nei musei fuori dall'Italia
- HEART - Herning Museum of Contemporary, Danimarca
- KUNSTEN Museum of Modern Art Aalborg, Danimarca
- Museum für Konkrete Kunst, Ingolstadt - Germania
- Muzej Suvremene Umjetonosti, Zagabria
- Sammlung Goetz Collection Muenchen, Germania
- The Art Museum SUNY Potsdam (ex Roland Gibson Art Museum), Potsdam - USA

### Annotazioni
1. ↑  La nonna materna di Scheggi era cugina di primo grado di Germana Marucelli[6].
2. ↑  La linea 'Assiria', un completo ribaltamento nella concezione del vestire, viene presentata a Palazzo Pitti nel gennaio 1962, gli abiti sono dipinti a mano da Scheggi con colori insoliti e brevi pennellate: «I capi nascono neutri e solo una volta visto il modello in movimento sull'indossatrice è decretato il colore. A volte i motivi, brevi pennellate eseguite a mano da Paolo Scheggi su shantung di seta, ricoprono l'intero abito, altre volte, invece, sottolineano soltanto alcuni dettagli, quasi a voler schematizzare la figura. La direzione del segno costituisce la struttura dell'abito e il corpo, passato ora in second'ordine, svanisce per far emergere la vera essenza dell'essere umano: il movimento, in altri termini la vita.»[5][9][10].
3. ↑  Il 'Gruppo Zero' nasce nel 1957 su iniziativa del pittore Heinz Mack e dello scultore Otto Piene, ai quali si affianca Günther Uecker[12].
4. ↑  «Scheggi viene spesso visto come un «successore di Fontana, laddove Fontana chiede all'osservatore di guardare al di là della tela, il lavoro di Scheggi, come stratificazione della tela, occupa lo spazio stesso dell'osservatore, spingendolo a guardare al suo interno» [19].
5. ↑  Scheggi, progetta il nuovo atelier della sartoria Marucelli, un ambiente innovativo considerato dalla critica d'arte Lara Vinca Masini: «uno dei suoi primi elementi vivibili di integrazione plastica all'architettura». Pareti bianche, e moquette grigia, mobili neri laccati e lampade in alluminio (di Alviani/Scheggi). A contrasto le opere di Scheggi: il Compositore spaziale rosso vermiglio collocato all'ingresso e l'Intersuperficie curva blu cobalto incassata nella parete. Energia di colori e di luci generate da lampade poste a terra[20].
6. ↑  «La volumetria delle opere di Scheggi fa sua la pionieristica idea di ‘pittura-oggetto', come teorizzato da Gillo Dorfles nel suo saggio "Pittura-Oggetto" a Milano»[19].
7. ↑  Scheggi fa parte della redazione della sezione di Disegno industriale della rivista Marcatrè, diretta da Gillo Dorfles,  assieme a Filiberto Menna e Germano Celant [21].
8. ↑  Lo studio Nizzoli, che nasce per volontà di alcuni storici collaboratori del designer Marcello Nizzoli[25]), si avvale di Scheggi come operatore plastico partecipando alla creazione progettuale di "Unità di abitazione C.E.C.A." e l'"ampliamento urbanistico di Bratislava" che lo porterà alla concezione di un "Intercamera plastica" (1967), sviluppo naturale del contenitore spaziale rosso realizzato per la sartoria Marucelli nel 1964[26].
9. ↑  L'Intercamera plastica sarà oggetto di una serie di lezioni intitolate Metaprogettualità strutturali, tenute da Dino Formaggio nel corso 'Metoldologie della visione' alla Facoltà di Architettura di Milano[15]. Quest'opera diventa la base per una proposta di cellula abitativa nella tesi di Carlo Ferrario, Franco Ferrari e Maddalena Montagnani, in cui il modulo compositivo si estendeva dal livello abitativo a quello architettonico e urbanistico[15].
10. ↑  La mostra di Foligno del 1967, (riproposta da Italo Tomassoni nel 2009), sarà un importante evento di rottura: per la prima volta, gli artisti presentano opere plastiche in grado di interagire con gli spazi circostanti creando ambienti a volte percorribili nel proprio interno e offrendo ai fruitori punti di vista nuovi e inattesi, come ben spiegato da Giuseppe Marchiori nella prefazione del catalogo[30]. La mostra sarà ricordata come «uno degli eventi più importanti degli anni Sessanta forse anche su scala europea»[31].
11. ↑  Nelle tre gallerie di Torino, “Gian Enzo Sperone”, “Il Punto” e “Christian Stein”, si inaugura Con temp l'azione, mostra collettiva curata da Daniela Palazzoli, con la partecipazione di Getulio Alviani, Giovanni Anselmo, Alighiero Boetti, Luciano Fabro, Mario Merz, Aldo Mondino, Ugo Nespolo, Gianni Piacentino, Michelangelo Pistoletto, Paolo Scheggi, Gian Enrico Simonetti, Gilberto Zorio [33].
12. ↑  Il Cannocchiale ottico percorribile, opera mai realizzata, era stata progettata da Scheggi per la Triennale milanese del 1968 (cui partecipa come operatore visuale anche alla mostra dedicata a Nizzoli designer all'interno di 'Interventi nel paesaggio'), mostra dedicata al tema del Grande Numero[35]. L'intento della mostra, era proporre una visione artistica del mondo in scala con lʼambiente fisico circostante e testimonia l'interesse di Scheggi verso il problema espositivo e allestitivo allargando le sue ricerche verso la scenografia e la regia. Del progetto, di cui restano soltanto due fotografie (Archivio Scheggi), fu realizzato solo un modello in acciaio cromato [17]. Il progetto avrebbe dovuto essere realizzato in collaborazione con l'Italsider e collocato tra la Cattedrale di Santa Maria del Fiore e il Battistero, in asse con via de' Calzaiuoli e via de' Martelli, a Firenze[24]. Una sorta di tunnel, di notevoli dimensioni, di forma irregolare e zigzagante, che il visitatore avrebbe dovuto percorrere in tutta la sua lunghezza, spaesato dal tortuoso percorso e da un'illuminazione interna alquanto drammatica.
13. ↑  Performance che rievoca nel titolo l'opera Hoppla, wir leben! di Ernst Toller[36], amara riflessione sull'utopia politica e sul dramma dell'uomo, omaggio a Erwin Piscator e al teatro politico dell'avanguardia storica.
14. ↑  Per la performance Autospettacolo, Scheggi si avvale di Raffaele Maiello per la regia, Franco Quadri per la critica teatrale, Tommaso Trini per la critica artistica e Franca Sacchi per le musiche[38].
15. ↑  Ondosa e Ondosa nera sono due nomi che Scheggi dà allo stesso ambiente realmente creato a 'Eurodomus 3'[39].
16. ↑  «Poco dopo l'arrivo a Milano un grande cardiologo gli disse che, con un'operazione rischiosa (..) avrebbe potuto superare il male che altrimenti lo avrebbe condannato inesorabilmente dopo i trent'anni; rispose di no, che anche una minima percentuale di rischio era troppa.» Giancarlo Calza[42].
17. ↑  La performance apre la mostra Typoetry che si tiene presso la “Student Center Gallery”, nell'ambito della mostra internazionale Tendencies 4. «Questa rievocazione non è solo un omaggio a Paolo Scheggi (...) ma un'opportunità per analizzare il dialogo tra le arti visive, il linguaggio e la performance alla fine degli anni '60, insieme al ruolo della poesia visiva e concreta nell'arte sperimentale e nella neoavanguardia. La mostra presenterà documenti d'archivio, opere d'arte originali e una ricostruzione della performance del collettivo di performance BADco.»[54].
18. ↑  I solidi geometrici sono monumenti dedicati a sei profeti. A ogni solido-profeta è associata una citazione tratta dall'inizio del libro del profeta stesso, scritta a caratteri lapidari sulla base. Al cubo in oro è associato il profeta Zaccaria, alla piramide in marmo nero è associato il profeta Osea, alla sfera in marmo bianco è associato il profeta Geremia, al parallelepipedo in argento è associato il profeta Isaia, al cono in pietra serena è associato il profeta Daniele, al cilindro in bronzo è associato il profeta Ezechiele.

### Fonti
1. ↑   Biografia ufficiale in Associazione Paolo Scheggi, su associazionepaoloscheggi.com, 22 marzo 2021.
2. 1 2 3 4 5 6 7  Carlo Pirovano, 1993, p. 521.
3. 1 2 3 4   Paolo Scheggi - Mostre collettive, su associazionepaoloscheggi.com. URL consultato il 28 marzo 2021.
4. ↑   Paolo Scheggi in FR Istituto d'Arte Contemporanea, su fristitutodarte.com. URL consultato il 2 maggio 2021 (archiviato dall'url originale il 2 maggio 2021).
5. 1 2 3   Luca Scarlini, Nei mondi di Scheggi, il fiorentino che rivoluzionò l'arte (PDF), in Ritratto d'autore, 15 marzo 2018.
6. ↑   Elisabetta Scheggi, Mio fratello, in Catalogo della mostra Scheggi ferri - tele - carte, pag. 27, 2007/2008.
7. ↑   Luca Scarlini, Il racconto di Fernanda Pivano in un articolo di Vittorio Sgarbi su Il Giornale.it, in Ritratto d'autore, 15 marzo 2018.
8. ↑   Irene Brin, La Donna - Frutto, in Corriere d'Informazione, 21 gennaio 1969.
9. ↑   Silvia Casagrande, Germana Marucelli, in Enciclopedia delle donne, 28 aprile 2021.
10. ↑   Archivio Marucelli-Alta moda italiana, su ilpost.it. URL consultato il 28 marzo 2021.
11. ↑   Germana Marucelli e Paolo Scheggi, su associazionegermanamarucelli.org. URL consultato il 28 marzo 2021.
12. ↑   Focus sul Gruppo Zero: Realismo+Astrattismo=Zero, su artantide.com. URL consultato il 28 marzo 2021 (archiviato dall'url originale il 2 maggio 2021).
13. ↑   Gruppo Zero, su edueda.net. URL consultato il 28 marzo 2021.
14. ↑   Biografia di Paolo Scheggi, su mucciaccia.com. URL consultato il 28 marzo 2021.
15. 1 2 3 4 5 6   Ilaria Bignotti, Paolo Scheggi: dall'Intersuperficie all'Intercamera. L'opera oltre la parete, al di là del muro: per vivere uno spazio, per agire il tempo (PDF). URL consultato il 28 marzo 2021.
16. 1 2   Paolo Scheggi in Peggy Guggenheim Collection, su guggenheim-venice.it. URL consultato il 28 marzo 2021.
17. 1 2 3   Paolo Scheggi, Cannochiale ottico percorribile (PDF), su repository.unipr.it. URL consultato il 28 marzo 2021.
18. 1 2 3 4   Matteo Galbiati, Intervista a Ilaria Bignotti in Franca Scheggi Dall'Acqua, concretezza di un sogno esaudito, in Espoarte, 24 marzo 2020. URL consultato il 28 aprile 2021.
19. 1 2   Paolo Scheggi in mostra a Londra dopo 40 anni, in Artslife. URL consultato il 28 aprile 2021.
20. ↑   Inaugurazione del nuovo atelier Marucelli progettato da Scheggi nel 1965, su associazionegermanamarucelli.org. URL consultato il 28 marzo 2021.
21. ↑   Eugenia Battisti, Pagine di Design. "Gillo Dorfles e il Marcatrè" (PDF), 2019.
22. ↑   Marcatrè Contributi di Lara Vinca Masini, Getulio Alviani e Paolo Scheggi, 1965, Annata: III, n. 14-15, su capti.it, 22 marzo 2021.
23. ↑   Paolo Scheggi in Colossi Lab, su colossiarte.it. URL consultato il 28 marzo 2021.
24. 1 2   Cannocchiale ottico percorribile, in MoRE MoRE, su moremuseum.org. URL consultato il 28 marzo 2021.
25. ↑   Fondo archivistico Nizzoli Associati (1965-1991), su csacparma.it. URL consultato il 28 marzo 2021.
26. 1 2   Bruno Corà, Paolo Scheggi: lo spazio davanti al buio, in Catalogo della mostra Scheggi ferri - tele - carte, pp. 11 - 18, 2007/2008.
27. ↑   Paolo Scheggi, Artist, su michelacattai.it. URL consultato il 28 marzo 2021.
28. ↑   Paolo Scheggi. Au-delà de la toile, exposition, su iicparigi.esteri.it. URL consultato il 28 marzo 2021 (archiviato dall'url originale il 22 gennaio 2021).
29. ↑  https://www.treccani.it/enciclopedia/environment_%28Enciclopedia-Italiana%29/
30. ↑   Diego Esposito, Il dibattito critico sulla scultura contemporanea in Italia (1960 – 2010) (PDF), Salerno, anno accademico 2012/2013. URL consultato il 28 aprile 2021.
31. ↑   Italo Tomassoni, Lo spazio e l'immagine, arte italiana degli anni sessanta - catalogo della mostra, Foligno, Ginevra, Milano, 2009 - 2010.
32. 1 2  Catalogo Fondazione Biscozzi Rimbaud, p. 205, 206.
33. ↑   Claudio Zambianchi, «Oltre l'oggetto»: qualche considerazione su Arte Povera e performance (PDF). URL consultato il 28 aprile 2021 (archiviato dall'url originale il 2 maggio 2021).
34. 1 2  Lara Vinca Masini, Arte Contemporanea: La linea dell'unicità - La linea del Modello.
35. ↑   1968. XIV Triennale di Milano Esposizione internazionale delle arti decorative e industriali moderne e dell'architettura moderna [Il grande numero] [collegamento interrotto], su archivio.triennale.org. URL consultato il 28 marzo 2021.
36. ↑   Toller, Ernst - Treccani, su treccani.it. URL consultato il 28 marzo 2021.
37. ↑   Ilaria Bignotti, Typoezija-Typoetry. Dalla pagina poetica allo spazio performativo, tra Italia e Croazia (PDF), su repository.unipr.it, 28 marzo 2021.
38. ↑   Catalogo della mostra Scheggi ferri - tele - carte, 2007 - 2008.
39. ↑   Cannochiale ottico percorribile in Università degli Studi di Parma, su hdl.handle.net. URL consultato il 28 marzo 2021.
40. ↑   Una originale mostra d'arte a Montepulciano 6/8/1970, su fondazionemenna.it. URL consultato il 28 marzo 2021 in Fondazione Filiberto e Bianca Menna (archiviato dall'url originale il 2 maggio 2021).
41. ↑   DALLE MOSTRE DEGLI ANNI SETTANTA ALL'INTERVENTO DI RESTAURO, su palazzoesposizioni.it. URL consultato il 28 marzo 2021.
42. ↑   Lara Vinca Masini, Paolo Scheggi, in Catalogo della mostra Scheggi ferri - tele - carte, pp. 19 -22, 2007/2008.
43. ↑   Biennale di Venezia (1972), su culturaitalia.it. URL consultato il 28 marzo 2021.
44. ↑   Tommaso Trini, Scheggi e altri profeti, in Data, p. 31, 24 marzo 2020. URL consultato il 28 aprile 2021.
45. ↑   Mostre dal 1975 al 1988 - Mambo Musei di Bologna, su mambo-bologna.org, 24 marzo 2020. URL consultato il 28 aprile 2021.
46. ↑   Paolo Scheggi: Firenze, Sala d'Arme di Palazzo Vecchio, 1983. URL consultato il 28 aprile 2021.
47. ↑   Stampa Toscana: la personale dedicata a Paolo Scheggi, su stamptoscana.it, 22 marzo 2021. URL consultato il 2 maggio 2021 (archiviato dall'url originale il 2 maggio 2021).
48. ↑   Luca Massimo Barbero, Paolo Scheggi. Catalogo ragionato, Milano, Skira, marzo 2016,  p. 496, ISBN 9788857228747.
49. ↑   Matteo Galbiati, SCHEGGI, UN PUNTO FERMO SULLA SUA STORIA: PRESENTATO IL CATALOGO RAGIONATO, su espoarte.net, 22 marzo 2021.
50. ↑   Stefania Rinaldi, Dalla caverna alla luna. Un viaggio nella collezione del Centro Pecci, in Artribune, 19 aprile 2017.
51. ↑   Matteo Galbiati, “Paolo Scheggi – Lucy Skaer” at Cortesi Contemporary, Lugano, su moussemagazine.it, 22 marzo 2021.
52. ↑   Ilaria Bignotti, Federica Patti, IN BETWEEN Dialoghi di luce (PDF), su cubounipol.it, 22 marzo 2021.
53. ↑   Carlotta Gallo, Paolo Scheggi rivive tra le pareti dell'Estorick Collection di Londra, in La Stampa, 4 luglio 2019, 28 aprile 2021.
54. ↑   PAOLO SCHEGGI. OPLÁ-STICK 1969-2019, su msu.hr. URL consultato il 28 marzo 2021.
55. ↑   Associazione Paolo Scheggi, su associazionepaoloscheggi.com. URL consultato il 28 marzo 2021.
56. ↑   Luca Massimo Barbero, Paolo Scheggi. Catalogo ragionato, Milano, Skira, marzo 2016, ISBN 9788857228747.
57. ↑   Per tutto il mese a IIC Parigi prima mostra francese di Scheggi, 1º ottobre 2020.
58. ↑   Il trono della regina di spade (Vincenzo Agnetti & Paolo Scheggi - Trono), su cleliapatella.it. URL consultato il 28 marzo 2021.
59. ↑   Postwar. Protagonisti italiani, su wsimag.com. URL consultato il 28 marzo 2021.
60. ↑   Oplà: l'azione urbana di Paolo Scheggi di nuovo per le vie di Firenze, su portalegiovani.comune.fi.it. URL consultato il 28 marzo 2021.
61. ↑   Paolo Scheggi, l'arte in profondità, su ilsole24ore.com. URL consultato il 28 marzo 2021.